# Juary Soares
Juary Martinho Soares (Bissau, 20 de fevereiro de 1992) é um futebolista guineense que atua como zagueiro. Atualmente defende o Zurich City.

## Carreira em clubes
Após passar pela base do Sporting de Bissau, Juary foi para a academia de juniores do Sporting CP em 2009 e passou uma temporada emprestado à União de Leiria (onde também passou entre os profissionais em 2012, sem jogar nenhuma partida). Promovido ao time principal dos Leões de Alvalade, faria sua estreia como profissional no Sertanense em 2011. Em janeiro de 2013, disputou seu primeiro jogo no Sporting B, contra a Oliveirense, válido pela Segunda Liga.
Passou também por Tirsense, Benfica de Macau, 1.º Dezembro, Mafra, Créteil-Lusitanos, Amora, Racing Rioja, Académica e Zurich City, que o contratou em julho de 2023.

## Carreira internacional
A estreia de Juary pela seleção da Guiné-Bissau foi contra a Libéria, em outubro de 2015, pelas eliminatórias da Copa de 2018. Em março do ano seguinte, atuou pela primeira vez em território guineense, na vitória por 1 a 0 sobre o Quênia, pelo Grupo E das eliminatórias para a Copa das Nações Africanas de 2017, que foi também a primeira edição disputada pelos Djurtus em sua história. Foi também nesta edição da Copa Africana que o zagueiro marcou o gol do empate por 1 a 1 contra o Gabão. Ele ainda participaria da edição de 2019, também atuando nos 3 jogos da seleção, que caiu na fase de grupos.

### Gols pela Seleção Guineense[7]
| Gol | Data                  | Local                        | Adversário | Placar inicial | Placar final | Competição                        |
| --- | --------------------- | ---------------------------- | ---------- | -------------- | ------------ | --------------------------------- |
| 1.  | 14 de janeiro de 2017 | Stade d'Angondjé, Libreville | Gabão      | 1–1            | 1–1          | Copa das Nações Africanas de 2017 |

## Títulos
Benfica de Macau
- Campeonato da 1ª Divisão do Futebol: 2015

Mafra
- Campeonato de Portugal: 2017–18[8]